# Lucien Merger
Lucien Merger, né le 9 janvier 1865 et mort le 9 septembre 1928, est un photographe français.

## Biographie
Lucien Merger vivait à Hortes en Haute-Marne. De nombreuses cartes postales des villages du sud haut-marnais furent éditées à partir de ses clichés.